# Eugeniusz Chrobak
Eugeniusz Chrobak (ur. 1 czerwca 1939 w Bielsku, zm. 28 maja 1989 pod Mount Everest) – polski taternik, alpinista i himalaista, także autor artykułów i opowiadań o tematyce wspinaczkowej, z zawodu inżynier chemik.

## Życiorys
Wspinanie rozpoczął w wieku 19 lat i stosunkowo szybko przeszedł wiele istotnych dróg w Tatrach. Wraz z Januszem Kurczabem, Zygmuntem Andrzejem Heinrichem i Krzysztofem Zdzitowieckim w 1962 dokonał pierwszego przejścia Filara Kazalnicy Mięguszowieckiej. Był też autorem innych dróg, m.in. na Kazalnicy (środkiem ściany północno-wschodniej, z Zygmuntem Andrzejem Heinrichem), Skrajnym Jastrzębim Kopiniaku (środkiem południowej ściany, z Andrzejem Mrozem) i Złotej Turni (ścianą północną). W roku 1961 jako pierwszy przeszedł zimą Wariant R na Mnichu, w 1963 z Tadeuszem Łaukajtysem drogę Momatiuka na Kazalnicy.
Dokonał też wielu przejść dróg w Alpach. W Dolomitach przeszedł m.in. drogę Solledera na Monte Civetta oraz superdirettissimę północnej ściany Cima Grande di Lavaredo. Poprowadził drogę wschodnią ścianą Wielkiego Filara Narożnego (1969) oraz północną ścianą Pointe Hélène na Grandes Jorasses (1970) w masywie Mont Blanc. Uczestniczył też w wyprawach w Kaukaz, Andy, Pamir, Hindukusz, Karakorum i Himalaje. Zginął w drodze powrotnej do bazy z Mount Everest, zdobytego granią zachodnią. W lawinie 27 maja 1989 zginęli Zygmunt Andrzej Heinrich, Wacław Otręba, Mirosław Dąsal i Mirosław Gardzielewski, Chrobak zmarł dzień później wskutek odniesionych obrażeń. Jedynym ocalałym był Andrzej Marciniak.
Pasjonował się filmem, był autorem kilkunastu filmów górskich, w tym o zdobyciu Kunyang Chhisha i o K2. Zajmował się także pisaniem artykułów o górach, głównie dla „Taternika”. W 2005 wydano książkę Oddychać górami – zbiór reportaży Chrobaka publikowanych w latach 1963–1987.

## Osiągnięcia w himalaizmie
- 1967 – z grupą innych wspinaczy polskich – pierwszy siedmiotysięcznik, Pik Lenina w Pamirze
- 1976 – razem z Wojciechem Wróżem – pokonanie wysokości 8400 metrów podczas ataku szczytowego na K2
- 1978 – razem z Wojciechem Wróżem – pierwsze wejście na Kanczendzongę Południową (8476 m)
- 1986 – kierownik wyprawy, która pokonała południową ścianę Dhaulagiri bez dotarcia do wierzchołka
- 1989 – kierownik wyprawy na Mount Everest, szczyt zdobył zachodnią granią razem z Andrzejem Marciniakiem – zginął podczas zejścia.

## Publikacje
- Oddychać górami, Wyd. Stapis, Katowice 2006, ISBN 83-88212-45-1